# Bizz
A revista Bizz foi uma revista brasileira de música e cultura pop da Editora Abril, de grande destaque nas décadas de 1980 e 1990. Inspirada em publicações estrangeiras como Rolling Stone, Smash Hits e New Musical Express, ela nasceu em 1985 e foi cancelada no ano 2001, retornando às bancas quatro anos depois, para encerrar suas atividades novamente em 2007, após o surgimento da versão brasileira da Rolling Stone.
Foram editores da revista os jornalistas paulistanos Alex Antunes e José Augusto Lemos, o piracicabano André Forastieri, o carioca Pedro Só, o gaúcho Emerson Gasperin e o jundiaiense Ricardo Alexandre.

## História

### 1985-1988: Rock in Rio e Rock Brasil
A primeira edição da revista Bizz chegou às bancas em agosto de 1985, sob direção de Carlos Arruda e José Eduardo Mendonça, trazia Bruce Springsteen na capa e vendeu cerca de 100 mil exemplares. Seu projeto editorial inicial foi baseado em pesquisas levantadas junto ao público presente no primeiro Rock in Rio, ocorrido em janeiro daquele ano. O projeto visual foi inspirado na revista adolescente inglesa Smash Hits. O país vivia a explosão do chamado "Rock Brasil", com jovens bandas alcançando o estrelato a bordo de sucessos massivos nas FM's e de um bem-azeitado circuito de shows (nas danceterias). Pela primeira vez, se falava em "público jovem" no Brasil, cultura abafada por 20 anos de ditadura militar.
Sua receita editorial inicial contemplava, além de música, também cinema, moda, vídeo, quadrinhos e tecnologia. A primeira edição alcançou a animadora marca de 100 mil exemplares, se estabilizando nos meses seguintes entre de 60/70 mil exemplares por mês.
Em 1986, o Plano Cruzado deu impulso inédito ao consumo no país, do qual também se beneficiou a indústria fonográfica e do entretenimento. Bizz aposta então em edições especiais como a Top Hits (rebatizada logo depois como Letras Traduzidas), Ídolos do Rock e revistas-pôster de artistas como The Cure, RPM e Dire Straits. Com a explosão consumista, também o mercado publicitário passa por um superaquecimento, com a criação de toda uma gama de produtos e serviços direcionados ao público jovem. Para dar vazão a publicações direcionadas, a Editora Abril cria a Editora Azul, que passa a publicar Bizz a partir de outubro de 1986.
Em 1987, o fim do Plano Cruzado trouxe de volta, aos poucos, velhos fantasmas da economia, como a inflação. Saques, manifestações populares e depredações passaram a ser comuns. Com a retração de mercado, suas únicas concorrentes, Somtrês e Roll, fecham as portas, e Bizz ganha força e poder de repercussão. José Augusto Lemos assume a direção de redação e Alex Antunes o cargo de editor, o que acentua o caráter "alternativo" das novas pautas. Dentro do plano de criação de produtos segmentados da Editora Azul, em junho de 1987, Antunes cria a revista Set com o jornalista Marcel Plasse, que fazia as pautas de cinema da Bizz. A revista-mãe fecha o foco em música.

### 1989-1994: Novos projetos gráficos
No fim de 1989, a revista ganha novo projeto gráfico e novo logotipo. Àquela altura, o cenário musical brasileiro era bastante diferente do de quatro anos antes. Dentre os grandes vendedores, somente Legião Urbana, Os Paralamas do Sucesso e Titãs não enfrentam queda nas vendas. As redes de FM eram uma realidade - durante o governo de José Sarney, foram distribuídas 958 concessões, uma por quinzena -, o que solidificaria rapidamente a prática do jabaculê. A aposta das gravadoras passa a ser os chamados "artistas bregas", como Rosana, Chitãozinho & Xororó e Leandro & Leonardo, e a lambada de Reflexu's da Mãe África, Beto Barbosa e Sarajane.
Em maio de 1990, com a estreia da MTV Brasil, há um maior interesse de toda a mídia nacional em artistas estrangeiros. A segunda edição do Rock in Rio, em janeiro de 1991, é toda pautada por artistas em alta-rotação na emissora [carece de fontes?], como Guns N'Roses, New Kids on the Block e Faith no More.
Um novo projeto editorial e um terceiro logotipo estreiam em maio de 1993. A matéria de capa revela a preocupação da revista com a renovação do cenário brasileiro: "A nova MPB", com artistas então desconhecidos como Carlinhos Brown e Skank. Seis meses depois, André Forastieri deixa a redação para criar a revista underground de comportamento General. Para a produção das revistas-teste da General, foram utilizados os equipamentos da redação da Bizz.
Em 1994, ocorre a descoberta de bandas como Raimundos e Mundo Livre S/A através do selo Banguela Records, fundado em agosto do ano anterior pelo repórter Carlos Eduardo Miranda juntamente com os Titãs.

### 1995-1999: Mudança de Bizz para ShowBizz
Em outubro de 1995, em meio aos novos ventos econômicos do Plano Real e ao sucesso do formato de cultura jovem disseminado pela MTV, Bizz transforma-se em Showbizz, com formato maior, projeto gráfico privilegiando fotos em detrimento do texto, linguagem adolescente, e ensaios sensuais. O mercado publicitário reage bem e o relançamento atinge 100 mil leitores.
A partir de 1996, a revista passa a investir em capas com grandes nomes do rock (The Doors, Jimi Hendrix, Nirvana, U2, Legião Urbana).
Com a compra da Editora Azul pela Editora Abril, os ensaios "sensuais" são extintos, inicia-se um processo de "limpeza na linguagem", buscando falar com um público mais abrangente, e um esforço concentrado para melhorar a qualidade do jornalismo praticado pela revista. Em agosto de 1998, o jornalista carioca Pedro Só assume o cargo de redator-chefe, abrindo o foco em direção a MPB, à "cultura musical" e inaugurando projeto gráfico mais sóbrio. A proposta visa reduzir a rejeição que a fase teen criou em parte do público e recuperar a credibilidade e o trânsito entre o meio artístico.

### 2000-2007: Altos e baixos e novamente Revista Bizz
No início do ano 2000, depois de uma associação com a Editora Símbolo, a direção da Editora Abril anuncia que Showbizz, dali em diante, seria publicada pela editora independente, novamente sob o título Bizz.
Pedro Só declina do convite de manter-se à frente da redação. Quem assume é o então editor-assistente Emerson Gasperin, que opta por aprofundar a receita editorial em curso, abrindo o foco para música eletrônica e raridades do pop nacional e apostando em grandes matérias históricas especiais. Em julho de 2001, entretanto, desfez-se o contrato entre Símbolo e Abril e a última não se interessou em continuar o título. A partir daí a revista manteve-se viva em edições especiais ocasionais.
O culto em torno do título chamou a atenção para o vazio causado após o fim da revista. Em setembro de 2005, o Núcleo Jovem da Editora Abril (responsável por títulos como Superinteressante e Capricho) decide ressuscitar a revista. Para a direção do novo projeto editorial, foi convocado o jornalista Ricardo Alexandre, lançado nas páginas da própria Bizz em 1993.
Na verdade, esse retorno se deu de forma quase clandestina. Adriano Silva, então diretor do Núcleo Jovem, e Alexandre venderam à alta direção da Abril a ideia de que, mesmo mensal, a Bizz teria edições especiais, enfocando um tema ou um artista diferente. Tal fórmula deu certo em 2004, quando foi às bancas um especial sobre o cantor Cazuza. Porém, a dupla aproveitou essa chance para reeditar o projeto original: noticias, entrevistas e resenhas.
Ao saber disso, a Abril decidiu não investir na divulgação da revista. Resultado: edições com vendagens modestas. Apenas 4 mil leitores adquiriram a edição com o cantor Devendra Banhart na capa), em Julho de 2007, Ricardo Alexandre assinou pela primeira vez uma reportagem de capa da revista, contando a história da última turnê dos Los Hermanos. Foi a última edição da Bizz como revista mensal. Nesse meio tempo em que essa nova fase da Bizz estava nas bancas, ocorreu o lançamento da edição brasileira da Rolling Stone. O fato de ter um concorrente de peso não animou a alta cúpula da editora.

### 2007-Hoje: Edições Especiais
A Editora Abril mantém viva a marca Bizz publicando esporadicamente algumas edições especiais. Até o momento já saíram especiais de artistas como Michael Jackson, Elvis Presley, Lady Gaga, U2, Amy Winehouse, John Lennon e um especial sobre o Rock In Rio, lançado em setembro de 2011.

## Documentário
Lançado em 2012, o documentário BIZZ - Jornalismo, Causos e Rock and Roll, produzido por Almir Santos e Marcelo Santos Costa, conta a história da revista Bizz em 25 minutos de duração.